# Raffaello Funghini
Raffaello Funghini (* 1. Januar 1929 in Castiglion Fiorentino, Provinz Arezzo, Italien; † 17. Mai 2006 in Rom) war ein Kurienerzbischof der römisch-katholischen Kirche.

## Leben
Raffaello Funghini empfing am 13. Juli 1952 das Sakrament der Priesterweihe für das Bistum Arezzo. Er wurde am 25. Oktober 1984 Auditor-Prälat an der Römischen Rota. Am 11. Dezember 1999 bestellte ihn Papst Johannes Paul II. zum Dekan der Römischen Rota.
Am 18. März 1998 wurde Funghini zudem Konsultor der Apostolischen Pönitentiarie. Ferner war er von 20. Dezember 2003 bis 17. Mai 2006 Präsident des Appellationsgerichts des Vatikanstaates.
Johannes Paul II. nahm am 31. Januar 2004 das von Raffaello Funghini aus Altersgründen vorgebrachte Rücktrittsgesuch vom Amt des Dekans der Römischen Rota an. Am gleichen Tag ernannte er Funghini zum Titularerzbischof von Nova Petra. Kardinalstaatssekretär Angelo Sodano spendete ihm am 25. März desselben Jahres die Bischofsweihe; Mitkonsekratoren waren der Erzbischof von Malta, Joseph Mercieca, und der Bischof von Arezzo-Cortona-Sansepolcro, Gualtiero Bassetti.